# Klöntalersee
Der Klöntalersee ist ein durch eine Sackung von der südlichen sowie einen Bergsturz von der nördlichen Talflanke entstandener Natursee, der mit einem Erdschüttdamm zu einem Stausee aufgestaut wurde. Er liegt im Klöntal im Kanton Glarus in der Schweiz auf einer Höhe von 848 m ü. M. und hat eine Fläche von etwa 3,3 km².

## Geographie
Der Klöntalersee liegt in einem tief eingeschnittenen Seitental des Linthtals oberhalb von Glarus. Südlich des Sees erhebt sich der Glärnisch (2904 m ü. M.), im Norden der Dejenstogg (2012 m ü. M.). Eine geologische Sackung von Glärnisch-Seite führte zur Entstehung des Sackbergs bis zum Vorder Sackberg. Zu dieser Sackung gehören auch das Bergli direkt bei der Stadt Glarus sowie der kleine Kirchhügel der Katholischen Burgkapelle St. Michael in Glarus. Von der nördlichen Dejenstogg-Seite ereignete sich ein Bergsturz aus einem östlich des Gipfels gut erkennbaren Abbruchgebiet.
Der Hauptzufluss ist die Klön, auf Glarnerdeutsch Chlü genannt. Der Abfluss ist der Löntsch, der bei Netstal in die Linth mündet und dem von der Axpo betriebenen Kraftwerk den Namen gibt: Kraftwerk am Löntsch.
Nördlich im nächsten Tal liegt der Obersee, welcher ebenfalls natürlich gestaut wurde, dessen Wasser jedoch unterirdisch abfliesst.
Am östlichen Ende südlich des Klöntalersees befindet sich der Zeltplatz Güntlenau, am westlichen Ende des Sees der Platz Vorauen des Zeltklubs Genossenschaft Glarnerland (ZKG).

## Geschichte
Am 30. September 1799 verwehrte der französische Brigadegeneral Gabriel Molitor dem russischen Feldmarschall Alexander Suworow am Klöntalersee den Durchmarsch Richtung Österreich. Am 1. Oktober musste er seine Stellung in der Seerüti räumen, um nicht umgangen zu werden, zwang die Russen aber gleichentags in der Schlacht bei Näfels, statt über den Kerenzerberg über den verschneiten Panixerpass abzuziehen.
Ursprünglich als Attraktion für Hotelgäste verkehrten von 1892 bis in die 1950er-Jahre verschiedene Dampfschiffe auf dem See. Seit 1908 wird der Klöntalersee für die Gewinnung von Elektrizität genutzt. Es handelt sich um den ältesten grösseren Speichersee der Schweiz, nachdem er durch einen Erddamm von 21,5 m Höhe aufgestaut worden war. Im Herbst 2021 wurde das aufgestaute Wasser zur Ermittlung der natürlichen Wassermenge des Löntschbaches komplett auf den 16 Meter tieferen natürlichen Seepegel abgelassen. Dieser Test war wegen der vermehrten Sommerferien der Schweizer in Naherholungsgebieten während der Corona-Pandemie um ein Jahr verschoben worden. Zuvor war der See im Jahr 2013 zum Ersatz zweier Kugelschieber der Kraftwerksanlage um vier Meter abgesenkt worden.
Bevor die Eismaschinen erfunden waren, wurde gewerbemässig Eis abgebaut, wenn der Klöntalersee zugefroren war. Dies geschah 1953 letztmals durch die Brauerei Wädenswil.
Unterhalb der heutigen Staumauer wurde im 17. Jahrhundert für kurze Zeit vom Stand Glarus minderwertiges Eisenerz abgebaut.

## Erschliessung
Auf der Nordseite führt die Passstrasse von der Staumauer Richtung Vorauen–Richisau–Pragelpass nach Muotathal (Kanton Schwyz).
Auf der Südseite führt ein Wanderweg zwischen Felswand und See unter anderem auch am 1788 errichteten Gedenkstein für Salomon Gessner vorbei.

«Wer seine Einsamkeit ein einziges Mal bei günstigem Licht geschaut, kann das Bild zeitlebens nicht mehr vergessen.»

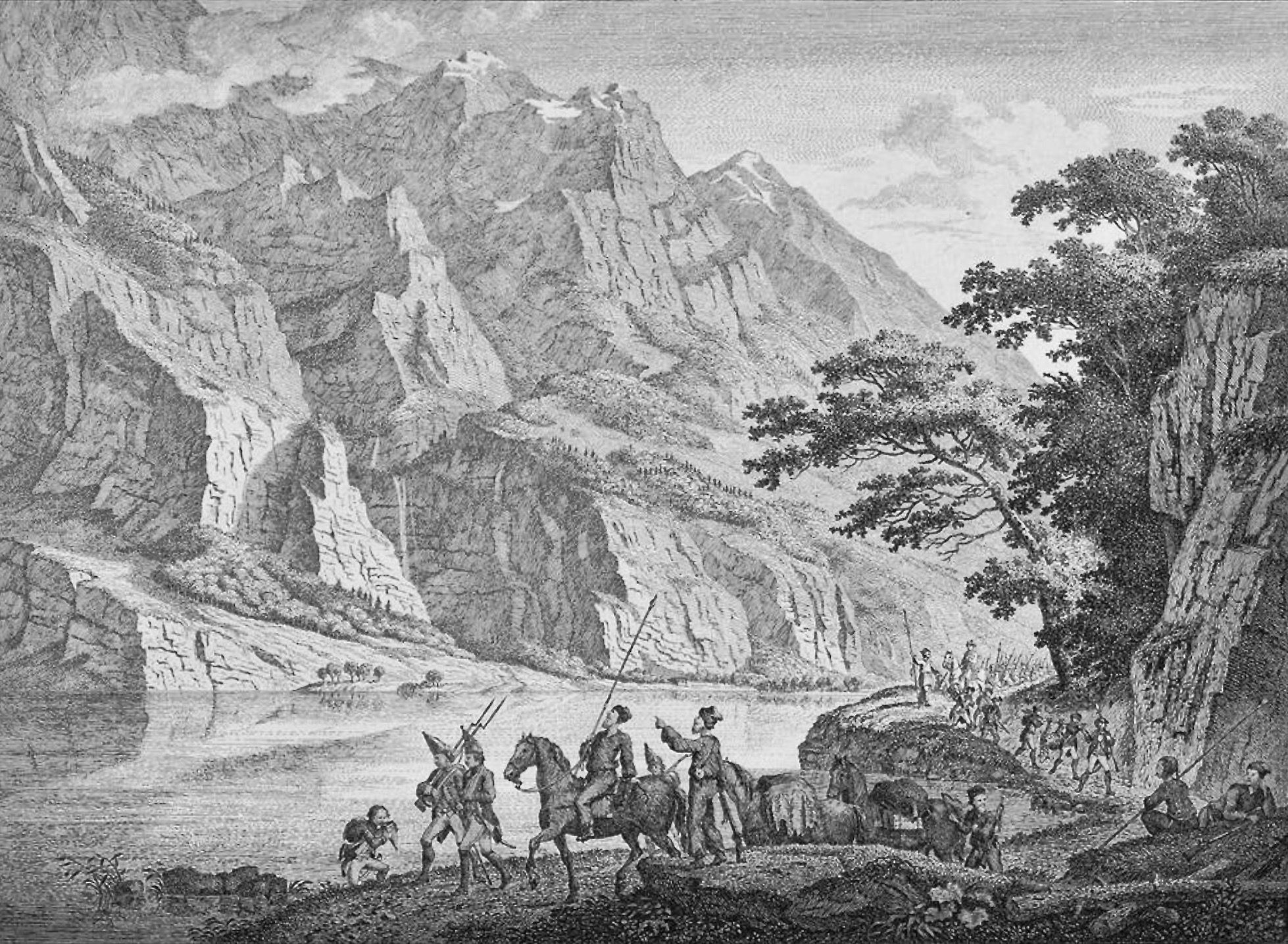
Ludwig Hess: Kosaken am Klöntalersee, 1799
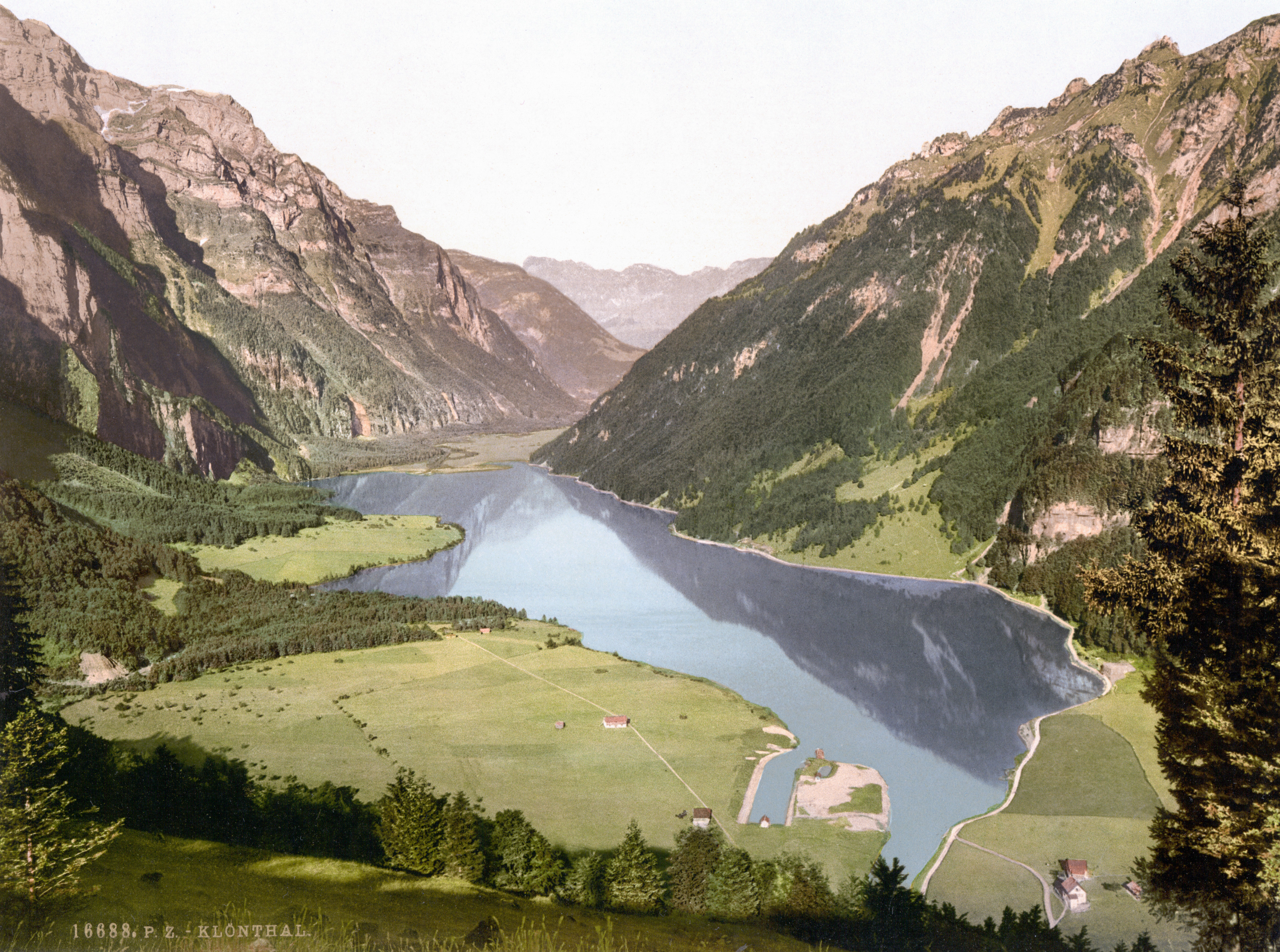
Der noch nicht aufgestaute Klöntalersee um 1900 gegen Westen gesehen
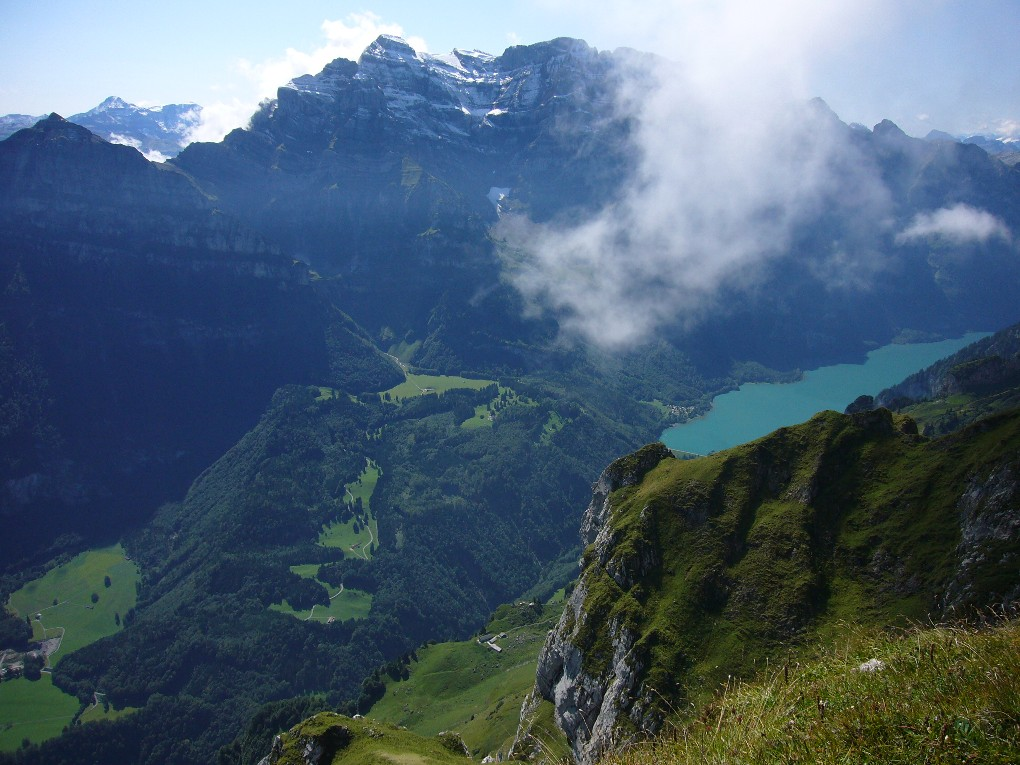
Klöntalersee gesehen aus der Südflanke des Wiggis mit der sichtbaren ursprünglichen natürlichen Stauung
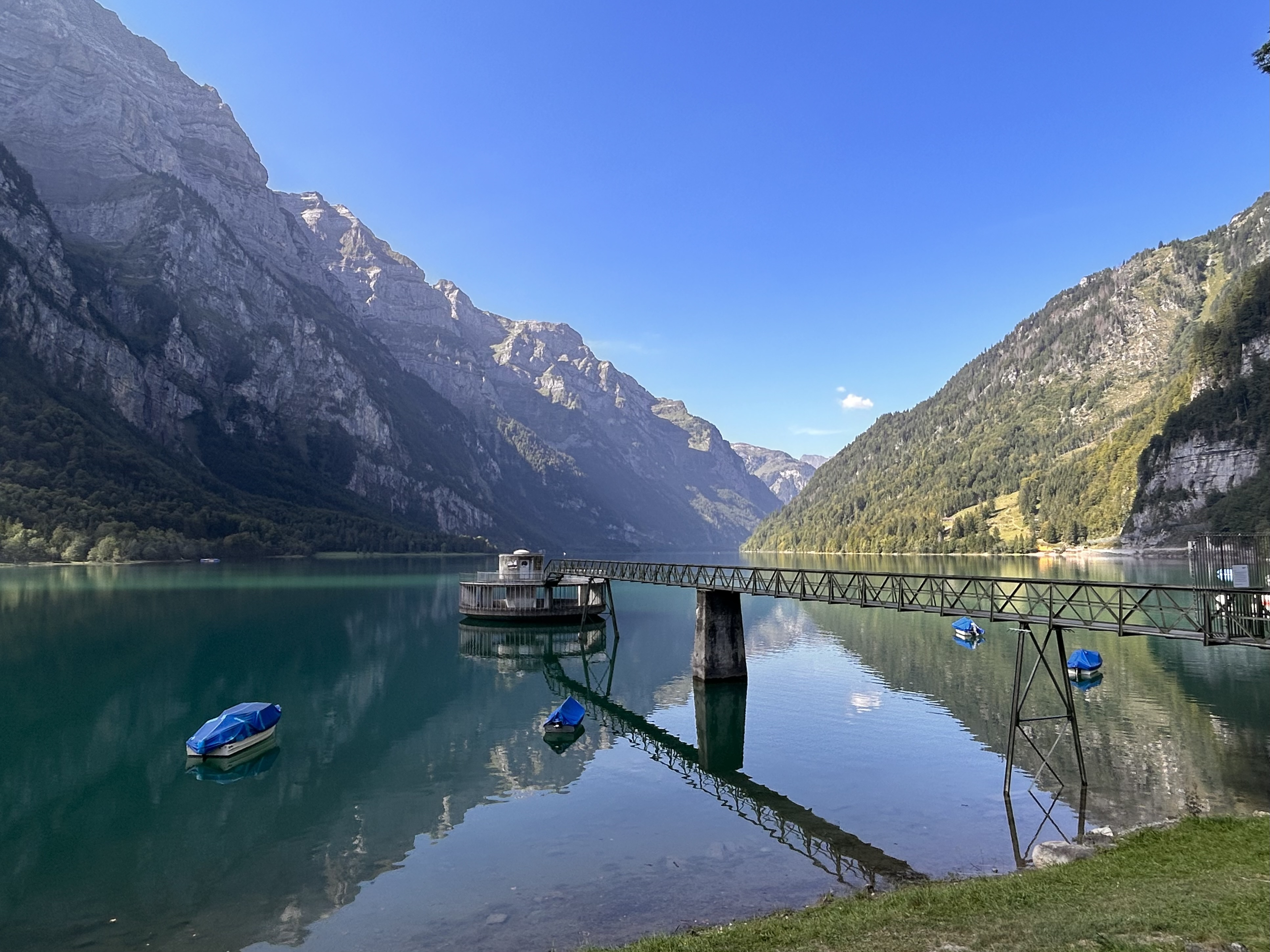
Überlaufbauwerk im See

Am Klöntalersee waren nach dem Landsgemeindebeschluss von 2025 ab 2026 die autofreien Sonntage zu beachten; jeweils am letzten Sonntag im Juni, Juli und August wird das Klöntal für Motorfahrzeuge gesperrt.